# Etaxalus rotundipennis
Etaxalus rotundipennis är en skalbaggsart som beskrevs av Stefan von Breuning 1976. Etaxalus rotundipennis ingår i släktet Etaxalus och familjen långhorningar. Inga underarter finns listade i Catalogue of Life.